# جيمس الكسندر باتون
جيمس الكسندر باتون هو سياسي كندي، ولد في 1885 في كندا، وتوفي في 19 فبراير 1946.